# Miserey

Miserey este o comună în departamentul Eure, Franța. În 1 ianuarie 2022 avea o populație de 599 de locuitori.